# (38211) 1999 NV4
1999 NV4 (asteroide 38211) é um asteroide da cintura principal. Possui uma excentricidade de 0.21212660 e uma inclinação de 3.15085º.
Este asteroide foi descoberto no dia 12 de julho de 1999 por Korado Korlević em Visnjan.